# یواس‌اس المدا (آی‌دی-۱۴۳۲)
یواس‌اس المدا (آی‌دی-۱۴۳۲) (به انگلیسی: USS Alameda (ID-1432)) یک کشتی است که طول آن ۳۳۲ فوت ۵ اینچ (۱۰۱٫۳۲ متر) می‌باشد. این کشتی در سال ۱۸۸۳ ساخته شد.